# Hermann Heicke
Friedrich Hermann Heicke (* 27. Dezember 1842 in Hödingen; † 13. September 1921 in Angstedt) war ein deutscher Textilkaufmann und Politiker.

## Leben
Heicke war der Sohn des Kalkhändlers und späteren Gutsbesitzer Andreas Heicke und dessen Ehefrau Henriette geborene Schömburg. Er war evangelisch-lutherischer Konfession und heiratete am 5. Mai 1868 in Könnern Friederike Minna Auguste Klingenberg (* 14. September 1845 in Könnern; † 9. März 1924 in Angstedt), die Tochter des Kaufmanns August Friedrich Klingenberg.
Heicke war 1868 Gründer der Firma Hermann Heicke, Mechanische Weberei in Gräfinau. Er lebte auf der Pulvermühle in Angstedt.
Vom 22. Juni 1905 bis zum 31. März 1908 war er Abgeordneter im Landtag des Fürstentums Schwarzburg-Sondershausen.